# エン・サガ
音詩『エン・サガ』（スウェーデン語：En Saga / フィン語：Satu）作品9は、ジャン・シベリウスの最初の交響詩。『伝説』『ある伝説』とも訳される。

## 概要
1892年に作曲され、1902年に改訂されている。初版は作曲者自身の指揮のもと1893年2月16日にヘルシンキで初演され、改訂版は1902年11月3日にロベルト・カヤヌスの指揮でヘルシンキで初演された。
クレルヴォ交響曲の成功を見たカヤヌスが新作の管弦楽曲を依頼したことが、作曲のきっかけとなった。もっとも、カヤヌスはフィンランドの民族情緒が盛り込まれたアンコール・ピースのつもりで依頼したのであるが、シベリウスが書き上げたものは演奏時間18～19分に及ぶ長大な交響詩となった（シベリウスの一連の交響詩のうちでもとりわけ長い）。
題名は、シベリウスの母語であったスウェーデン語で「ある伝説」の意味であり、北欧神話のサーガのことを指すという説と、古い伝説全般を漠然と指すという説があるが、シベリウスは具体的にどのような物語に基づいたかは特定していない。またシベリウスの最初の成功作の一つでもあり、改訂版はヘンリー・ウッドやトスカニーニ、フルトヴェングラーらの得意のレパートリーとなった。
シベリウスは次のように述べている。

## 楽器編成
弦楽五部をディヴィジで分奏させる手法や、多彩なテクスチュアの変化、弦楽器における低音域への好みなど、後年の管弦楽法の手法が早くも垣間見えている。
フルート2、オーボエ2、クラリネット2、ファゴット2、ホルン4、トランペット3、トロンボーン3、チューバ1、バスドラム、トライアングル、シンバル、弦楽五部。